# جیک زایرس
جیک زایرس ((به انگلیسی: Jake Zyrus) و نام هنگام تولد شارمین کلاریس رلوسیو پمپنگکو (به تاگالوگ: Charmaine Clarice Relucio Pempengco) ‏، ۱۰ می ۱۹۹۲ در لاگونا) او همچنین پیش از تطبیق جنسیت با نام هنری شِریس (به انگلیسی: Charice) شناخته می‌شد، خواننده اهل فیلیپین است که با پخش‌شدن فیلم اجراهایش میان کاربران یوتیوب، به شهرت رسید. ای‌بی‌سی نیوز صدای او را با ویتنی هیوستون و سلین دیون مقایسه‌کرده‌است.
وی در سال ۲۰۱۳ اعلام کرد که همجنس‌گراست.  و در سال ۲۰۱۷ خود را تراجنسی معرفی کرد و دیگر از نام شریس استفاده نکرد. او در این سال تحت عمل برداشتن پستان‌ها و درمان با تستسترون قرار گرفت. 